# Gülhane-Park

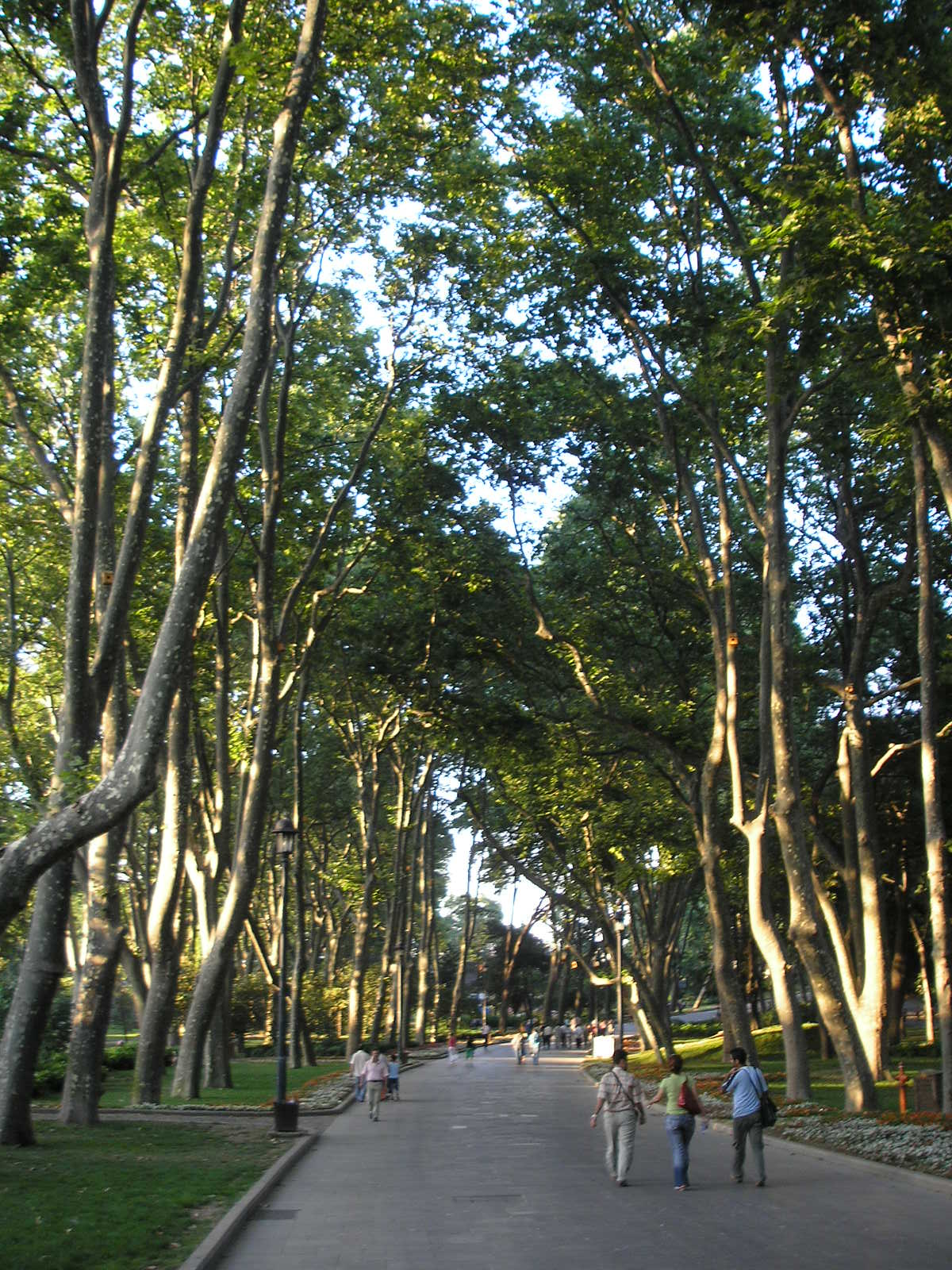
Gülhane-Park

Der Gülhane-Park (osmanisch گلخانه ‚Rosenhaus‘; türkisch Gülhane Parkı) ist ein Park in Istanbul im Stadtteil Fatih. Er befindet sich innerhalb der äußeren zinnenbewehrten Mauern des Topkapı-Palastes und nimmt den westlichen Teil der Serailspitze ein. Geologisch liegt der Gülhane-Park auf dem Hang von Eminönü. Der Park ist gut an den öffentlichen Verkehr angebunden. Etwas nördlich des Gülhane-Parks befindet sich der Bahnhof Sirkeci, der ehemalige Hauptbahnhof Istanbuls.

## Geschichte
Der Gülhane-Park war einst Teil des äußeren Gartens des Topkapı-Palasts. Ein Teil des Gartens wurde im Jahre 1912 von der Stadtverwaltung der Öffentlichkeit zugänglich gemacht. War er früher ein Ort für ritterliche Spiele und Bogenschießwettbewerbe, so ist er heute ein bewaldeter Volkspark mit Livekonzertangeboten, Teegärten und weiteren typischen Angeboten. Die äußeren Mauern markieren in etwa die Begrenzungen des alten Byzantion. Neben dem Haupteingang, dem „Tor des kalten Brunnens“ (Soğuk Çeşme Kapısı), befindet sich auf einem Mauerturm der polygonale „Pavillon der Festaufzüge“ (Alay Köşkü), durch dessen Fenster der Sultan die Bewegungen vor der gegenüber liegenden Hohen Pforte, dem Amtssitz seines Großwesires, überwachen konnte. Den Pavillon in seiner heutigen Gestalt mit seinem Schweifdach ließ Sultan Mahmud II. 1819 restaurieren und gestalten. Der Alay Köşkü ersetzte einen Vorgängerbau des Sultans Murad III. Unter anderem von hier beobachteten die Sultane die prachtvollen Festumzüge und Paraden. Am berühmtesten waren die tage- oder wochenlangen Aufzüge der Kaufmannsvereinigungen und Handwerkerzünfte, die in jedem Jahrhundert nur ein- oder zweimal abgehalten wurden. So nahmen zum Beispiel 1637 an einem Umzug 1109 Zünfte teil, die auf Wagen farbenfrohe Darbietungen ihrer Künste boten und zuweilen karnevalesk ausfielen. Zuletzt fand eine solche Gesamtschau des Wirtschaftslebens unter Mustafa II. 1769 statt. Am 8. August 1928 verkündete Mustafa Kemal Atatürk auf diesem Platz die Einführung des türkischen Alphabets mit lateinischen Schriftzeichen. Seit 1970 beherbergte dieser Kiosk die Kunstwerke der zum Topkapı Müzesi gehörigen Sammlung Kenen Ozbel. Seit 2011 befindet sich dort die Ahmet Hamdi Tanpınar Edebiyat Müze Kütüphanesi.

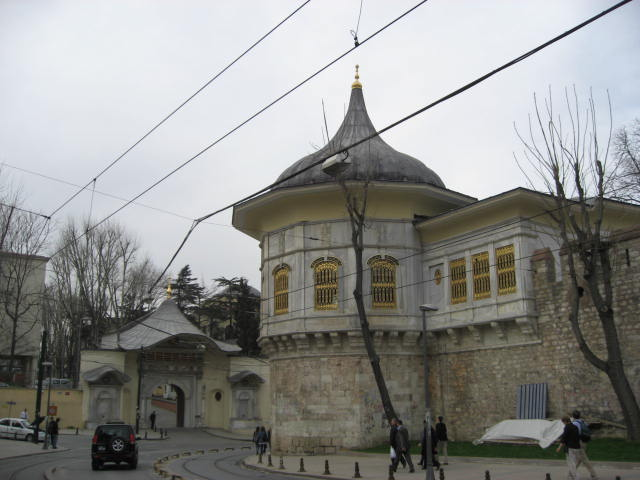
Alay Köşkü

Im Norden des Parks befindet sich die sogenannte Gotensäule. Über drei Stufen erhebt sich ein Sockel, der die 15 Meter hohe monolithische Granitsäule trägt, bekrönt von einem korinthischen Kapitell. Der Sockel trägt eine lateinische Inschrift, die übersetzt lautet: „Der Fortuna, die der besiegten Goten halber zurückkehrt.“ Sie erinnert an einen Sieg über die Goten. Die Datierung der Säule ist strittig, genannt wurden Daten vom 3. bis zum 6. Jahrhundert. Nach Johannes Lydos stand auf der Säule eine Statue der Tyche (Fortuna); nach Nikephoros Gregoras eine Statue von Byzas, dem legendären Gründer von Byzantion.
Das Museum der Geschichte der Wissenschaft und Technik im Islam (Islam Bilim ve Teknoloji Tarihi Müzesi) befindet sich am westlichen Rand des Parks in den ehemaligen Stallungen des Topkapı-Palasts. Das Museum wurde im Mai 2008 durch den türkischen Ministerpräsidenten Recep Tayyip Erdoğan eingeweiht. Das Museum verfügt über 140 Nachbauten von Erfindungen des 8. bis 16. Jahrhunderts.
Der Park wurde in den letzten Jahren stark restauriert, die Parkwege wurden neu geordnet und der große Pool wurde in einem modernen Stil renoviert.